# Gustav
Gustav je moško osebno ime.

## Izvor imena
Ime Gustav je germanskega izvora in sicer švedsko. Najpogosteje ga razlagajo kot zloženo ime, tvorjeno iz staronordijske besede gautr v pomenu »boj«  in stafr v pomenu »palica«. Prvotna oblika imena naj bi bila Gødstawer, potem Gøstaf, zdaj Gustav, oziroma Gösta 

## Različice imena
- moške oblike imena: Gustl, Gustek, Gustel, Gustelj, Gusti
- ženske oblike imena: Gusta, Gustava, Gusti,Gustika, Gustina

## Tujejezikovne oblike imena
- pri Angležih: Gustav
- pri Čehih: Gustav
- pri Fincih: Kustaa
- pri Italijanih: Gustavo
- pri Nemcih: Gustav
- pri Poljakih: Gustaw
- pri Švedih: Gustav

## Pogostost imena
Po podatkih Statističnega urada Republike Slovenije je bilo na dan 31. decembra 2007 v Sloveniji število moških oseb z imenom Gustav: 49.

## Osebni praznik
V koledarju je ime Gustav zapisano 7. oktobra (Gustav, predstojnik samostana v francoskem mestu Bourges, † 7. okt. 560).

## Zanimivost
Gustav je ime več švedskih kraljev, med drugimi so znani:
- Gustav Vasa (1523 - 1560), osvobodil je Švedsko danske nadoblasti in vpeljal reformacijo;
- Gustav II. Adolf (1594 - 1632), iztrgal je Rusom in Poljakom nekaj pribaltskih ozemelj. Posegel je v 30-letno vojno kot rešitelj protestantizma;
- Karl XVI. Gustav Švedski (roj. 1946), trenutni švedski kralj.